# Cố Thuận Chương

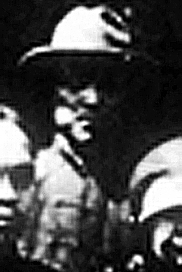
Cố Thuận Chương

Cố Thuận Chương (1903-1934) (Tiếng Trung phồn thể: 顧順章, giản thể: 顾顺章, bính âm: Gu Shunzhang) là một nhà lãnh đạo Đảng Cộng sản Trung Quốc, Ủy viên Bộ Chính trị phụ trách công tác an ninh, tình báo.
Cố Thuận Chương sinh tại Thượng Hải. Năm 1926, được Đảng Cộng sản Trung Quốc gửi đến Liên Xô học tập nghiên cứu về công tác tình báo, phản gián. Năm 1927, Ban chấp hành Trung ương Đảng Cộng sản Trung Quốc cho thành lập Phòng Công tác đặc vụ (tiền thân của Cơ quan Đặc vụ Trung ương) với các công tác như tình báo, đặc vụ và bảo vệ yếu nhân, Cố Thuận Chương được gọi về nước chỉ huy phòng này. Ngày 6/8/1930 Cố Thuận Chương được bầu vào Bộ Chính trị. Ngày 24 tháng 4 năm 1931, Cố Thuận Chương đến Vũ Hán để tổ chức ám sát Tưởng Giới Thạch thì bị bắt. Không chịu nổi tra tấn, Cố đã đầu hàng Quốc dân Đảng, khai ra các bí mật của Đảng Cộng sản Trung Quốc, dẫn đến hàng ngàn người cộng sản bị bắt (theo dự toán của Phòng tình báo Pháp ở Thượng Hải), trong đó có Hướng Trung Phát, tổng bí thư Đảng Cộng sản Trung Quốc. Đích thân Chu Ân Lai chỉ đạo trừng phạt, cả gia đình Cố Thuận Chương khoảng 10 người bị giết. Đến tháng 12/1934 thì Cố Thuận Chương cũng bị Quốc dân đảng hành quyết tại Tô Châu